# Cyprus Turkish Airlines
Cyprus Turkish Airlines (turkiska: Kıbrıs Türk Hava Yolları), IATA: YK, ICAO: CYV, var Nordcyperns nationella flygbolag mellan 1975 och 2010. Det var registrerat i Turkiet, men hade sin bas på Ercans internationella flygplats och huvudkontor i Nicosia.
Bolaget grundades den 4 december av de turkcypriotiska myndigheterna  med Turkish Airlines som delägare och startade verksamheten i februari 1975. År 2005 sålde turkiska staten sina aktier i flygbolaget och i juni 2010 beslöt ägarna att sälja det skuldtyngda bolaget för att undvika en konkurs. Den enda intressenten var turkiska Atlasjet och i slutet av månaden inställdes verksamheten.
I september 2022 meddelade de turkcypriotiska myndigheterna att de avsåg att bilda ett nytt nationellt flygbolag.